# Liga Campionilor EHF Feminin 2014-2015
Liga Campionilor EHF Feminin 2014-15 a fost a 22-a ediție a Ligii Campionilor EHF Feminin, competiția celor mai bune cluburi de handbal feminin din Europa, organizată și supervizată de Federația Europeană de Handbal. 
Pe 10 mai 2015, echipa muntenegreană ŽRK Budućnost Podgorica a câștigat pentru a doua oară în istoria sa trofeul, după ce a învins în finală pe Larvik HK, cu scorul de 26-22.

## Privire de ansamblu

### Repartizarea echipelor
14 echipe sunt calificate direct în faza grupelor.
| Faza grupelor           | Faza grupelor          | Faza grupelor           | Faza grupelor          |
| ----------------------- | ---------------------- | ----------------------- | ---------------------- |
| Hypo Niederösterreich   | RK Lokomotiva Zagreb   | Viborg HK               | Metz Handball          |
| Thüringer HC            | Győri Audi ETO KCDT    | ŽRK Vardar              | ŽRK Budućnost          |
| Larvik HK               | SPR Lublin SSA         | HCM Baia Mare           | Dinamo-Sinara          |
| RK Krim                 | IK Sävehof             |                         |                        |
| Calificări              |                        |                         |                        |
| Barajele de calificare  |                        |                         |                        |
| BNTU Minsk              | RK Podravka Koprivnica | FC Midtjylland Håndbold | HC Leipzig             |
| FTC-Rail Cargo Hungaria | MizuWaAi Dalfsen       | Byåsen HE               | RK Radnički Kragujevac |

DT Deținătoarea titlului

## Etapa calificărilor
Opt echipe au luat parte la barajele de calificare. Ele au fost trase la sorți în două grupe de câte patru echipe, unde au jucat o semifinală și o finală sau un meci pentru locurile 3-4. Câștigătoarele barajelor de calificare, care s-au disputat pe 20–21 septembrie 2014, s-au calificat în faza grupelor. Tragerea la sorți a avut loc pe 26 iunie 2014, la ora locală 14:00, în Viena, Austria.

### Distribuție
Distribuția echipelor în urnele valorice a fost publicată pe 23 iunie 2014.
| Urna 1                                          | Urna a 2-a           | Urna a 3-a                        | Urna a 4-a                              |
| ----------------------------------------------- | -------------------- | --------------------------------- | --------------------------------------- |
| FTC-Rail Cargo Hungaria FC Midtjylland Håndbold | Byåsen HE HC Leipzig | RK Podravka Koprivnica BNTU Minsk | MizuWaAi Dalfsen RK Radnički Kragujevac |

### Turneul de calificare 1
|  | Semifinalele   | Semifinalele     |    |               | Finala         | Finala |  |
|  |                |                  |    |               |                |        |  |
|  | 20 septembrie  |                  |    |               |                |        |  |
|  | FTC-Rail Cargo | 33               |    |               |                |        |  |
|  | SERCODAK       | 25               |    |               |                |        |  |
|  |                |                  |    |               |                |        |  |
|  |                |                  |    |               | 21 septembrie  |        |  |
|  |                |                  |    |               | FTC-Rail Cargo | 38     |  |
|  |                | HC Leipzig (7 m) | 39 |               |                |        |  |
|  |                |                  |    |               |                |        |  |
|  |                |                  |    |               |                |        |  |
|  |                |                  |    |               | Locurile 3-4   |        |  |
|  | 20 septembrie  | 20 septembrie    |    | 21 septembrie | 21 septembrie  |        |  |
|  | HC Leipzig     | 22               |    | SERCODAK      | 30             |        |  |
|  | BNTU Minsk     | 18               |    |               | BNTU Minsk     | 27     |  |

### Turneul de calificare 2
|  | Semifinalele               | Semifinalele  |    |                | Finala        | Finala |  |
|  |                            |               |    |                |               |        |  |
|  | 20 septembrie              |               |    |                |               |        |  |
|  | FC Midtjylland             | 24            |    |                |               |        |  |
|  | RK Kragujevac (Prelungiri) | 29            |    |                |               |        |  |
|  |                            |               |    |                |               |        |  |
|  |                            |               |    |                | 21 septembrie |        |  |
|  |                            |               |    |                | RK Kragujevac | 24     |  |
|  |                            | RK Koprivnica | 28 |                |               |        |  |
|  |                            |               |    |                |               |        |  |
|  |                            |               |    |                |               |        |  |
|  |                            |               |    |                | Locul 3-4     |        |  |
|  | 20 septembrie              | 20 septembrie |    | 21 septembrie  | 21 septembrie |        |  |
|  | Byåsen HE                  | 23            |    | FC Midtjylland | 28            |        |  |
|  | RK Koprivnica              | 31            |    |                | Byåsen HE     | 24     |  |

## Faza grupelor
Tragerea la sorți a meciurilor din faza grupelor a avut loc pe 27 iunie 2014, la ora locală 18:00, în Viena, Austria. 16 echipe au fost implicate în acest proces, fiind împărțite în patru urne valorice de câte patru. Ele au fost trase la sorți în patru grupe de câte patru echipe, unde au jucat câte două meciuri una împotriva celeilalte, pe teren propriu și în deplasare, în total câte șase meciuri. Echipele clasate pe primele trei locuri în fiecare grupă au avansat în cele două grupe principale, de unde primele patru clasate din fiecare grupă s-au calificat în fazele eliminatorii.

### Distribuție
Distribuția echipelor în urnele valorice a fost publicată pe 23 iunie 2014.
| Urna 1                                            | Urna a 2-a                                         | Urna a 3-a                                                          | Urna a 4-a                                         |
| ------------------------------------------------- | -------------------------------------------------- | ------------------------------------------------------------------- | -------------------------------------------------- |
| Győri Audi ETO KC ŽRK Budućnost Larvik HK RK Krim | Viborg HK HCM Baia Mare Thüringer HC Dinamo-Sinara | ŽRK Vardar Metz Handball Hypo Niederösterreich RK Lokomotiva Zagreb | IK Sävehof SPR Lublin SSA HC Leipzig RK Koprivnica |

|  | Echipele calificate în grupele principale          |
|  | Echipele retrogradate în 16-zecimile Cupei Cupelor |

### Grupa A
| Echipa                | M | V | E | Î | GM  | GP  | G   | Pct |
| --------------------- | - | - | - | - | --- | --- | --- | --- |
| HC Leipzig            | 6 | 4 | 0 | 2 | 177 | 152 | +25 | 8   |
| Dinamo-Sinara         | 6 | 4 | 1 | 1 | 160 | 143 | +17 | 9   |
| RK Krim               | 6 | 2 | 0 | 4 | 162 | 165 | −3  | 4   |
| Hypo Niederösterreich | 6 | 1 | 1 | 4 | 136 | 175 | −39 | 3   |

|            | HYP   | KRI   | LEI   | VOL   |
| ---------- | ----- | ----- | ----- | ----- |
| Hypo       | –     | 29-25 | 18-24 | 25-25 |
| RK Krim    | 32-20 | –     | 31-35 | 24-26 |
| HC Leipzig | 42-22 | 30-24 | –     | 27-30 |
| Volgograd  | 27-22 | 25-26 | 27-19 | –     |

### Grupa B
| Echipa        | M | V | E | Î | GM  | GP  | G   | Pct |
| ------------- | - | - | - | - | --- | --- | --- | --- |
| ŽRK Budućnost | 6 | 5 | 1 | 0 | 161 | 130 | +31 | 11  |
| ŽRK Vardar    | 6 | 3 | 1 | 2 | 149 | 140 | +9  | 7   |
| Thüringer HC  | 6 | 3 | 0 | 3 | 143 | 144 | −1  | 6   |
| RK Koprivnica | 6 | 0 | 0 | 6 | 152 | 191 | −39 | 0   |

|            | BUD   | THC   | KOP   | VAR   |
| ---------- | ----- | ----- | ----- | ----- |
| Budućnost  | –     | 23-14 | 32-26 | 23-17 |
| Thüringer  | 22-27 | –     | 33-20 | 21-20 |
| Koprivnica | 27-32 | 28-32 | –     | 26-27 |
| Vardar     | 24-24 | 26-21 | 35-25 | –     |

### Grupa C
| Echipa               | M | V | E | Î | GM  | GP  | G   | Pct |
| -------------------- | - | - | - | - | --- | --- | --- | --- |
| Győri Audi ETO KC    | 6 | 6 | 0 | 0 | 183 | 127 | +56 | 12  |
| Viborg HK            | 6 | 2 | 1 | 3 | 162 | 144 | +18 | 5   |
| IK Sävehof           | 6 | 0 | 3 | 3 | 146 | 188 | −42 | 3   |
| RK Lokomotiva Zagreb | 6 | 0 | 2 | 4 | 132 | 164 | −32 | 2   |

|         | GYŐ   | SÄV   | VIB   | ZAG   |
| ------- | ----- | ----- | ----- | ----- |
| Győr    | –     | 35-23 | 22-20 | 32-23 |
| Sävehof | 21-38 | –     | 25-25 | 29-29 |
| Viborg  | 25-30 | 38-25 | –     | 29-24 |
| Zagreb  | 15-26 | 23-23 | 18-25 | –     |

### Grupa D
| Echipa         | M | V | E | Î | GM  | GP  | G   | Pct |
| -------------- | - | - | - | - | --- | --- | --- | --- |
| Larvik HK      | 6 | 6 | 0 | 0 | 169 | 141 | +28 | 12  |
| Metz Handball  | 6 | 2 | 1 | 3 | 164 | 163 | +1  | 5   |
| HCM Baia Mare  | 6 | 2 | 0 | 4 | 154 | 160 | −6  | 4   |
| SPR Lublin SSA | 6 | 1 | 1 | 4 | 159 | 182 | −23 | 3   |

|           | HCB   | LAR   | LUB   | MET   |
| --------- | ----- | ----- | ----- | ----- |
| Baia Mare | –     | 23-24 | 30-25 | 23-24 |
| Larvik    | 31-23 | –     | 35-24 | 25-20 |
| Lublin    | 22-28 | 23-28 | –     | 35-31 |
| Metz      | 34-24 | 25-26 | 30-30 | –     |

## Grupele principale
Primele trei echipe din fiecare grupă au avansat în grupele principale păstrându-și punctele câștigate în faza grupelor, mai puțin pe cele obținute împotriva echipelor eliminate din competiție. Este pentru prima dată în istoria Ligii Campionilor când în grupele principale vor evolua 12 echipe. Formațiile care vor termina grupele principale pe primele patru locuri vor avansa în fazele eliminatorii. Calendarul meciurilor din grupele principale a fost publicat pe 23 noiembrie 2014 de către EHF.
Echipele calificate
| Grupa 1       | Puncte | Grupa a 2-a   | Puncte |
| ------------- | ------ | ------------- | ------ |
| ŽRK Budućnost | 7      | Győri ETO KC  | 8      |
| Dinamo-Sinara | 6      | Larvik HK     | 8      |
| HC Leipzig    | 4      | Metz Handball | 4      |
| ŽRK Vardar    | 3      | Viborg HK     | 3      |
| RK Krim       | 2      | IK Sävehof    | 1      |
| Thüringer HC  | 2      | HCM Baia Mare | 0      |

Echipele clasate pe primele patru locuri în fiecare grupă vor avansa în sferturile de finală.
|  | Echipele calificate în sferturile de finală |

### Grupa 1
| Echipa        | M  | V | E | Î | GM  | GP  | G   | Pct |
| ------------- | -- | - | - | - | --- | --- | --- | --- |
| ŽRK Budućnost | 10 | 9 | 1 | 0 | 270 | 193 | +77 | 19  |
| Dinamo-Sinara | 10 | 5 | 1 | 4 | 267 | 260 | +7  | 11  |
| ŽRK Vardar    | 10 | 5 | 1 | 4 | 277 | 254 | +23 | 11  |
| Thüringer HC  | 10 | 5 | 1 | 4 | 258 | 251 | +7  | 11  |
| HC Leipzig    | 10 | 3 | 0 | 7 | 245 | 282 | −37 | 6   |
| RK Krim       | 10 | 1 | 0 | 9 | 248 | 325 | −77 | 2   |

|           | BUD   | VOL   | KRI   | LEI   | THC   | VAR   |
| --------- | ----- | ----- | ----- | ----- | ----- | ----- |
| Budućnost | –     | 26-18 | 39-20 | 28-21 | 23–14 | 23–17 |
| Dinamo    | 18-15 | –     | 25–26 | 27–19 | 30-30 | 33-25 |
| Krim      | 20-23 | 24–26 | –     | 31–35 | 23-26 | 29-47 |
| Leipzig   | 19-32 | 27–30 | 30–24 | –     | 25-34 | 26-23 |
| Thüringer | 22–27 | 30-33 | 33-21 | 27-23 | –     | 21–20 |
| Vardar    | 24–24 | 28-27 | 41-30 | 26-20 | 26–21 | –     |

### Grupa a 2-a
| Echipa            | M  | V  | E | Î | GM  | GP  | G   | Pct |
| ----------------- | -- | -- | - | - | --- | --- | --- | --- |
| Larvik HK         | 10 | 10 | 0 | 0 | 263 | 216 | +47 | 20  |
| Győri Audi ETO KC | 10 | 8  | 0 | 2 | 282 | 224 | +58 | 16  |
| HCM Baia Mare     | 10 | 4  | 0 | 6 | 262 | 270 | −8  | 8   |
| Viborg HK         | 10 | 3  | 1 | 6 | 252 | 274 | −22 | 7   |
| Metz Handball     | 10 | 3  | 0 | 7 | 244 | 253 | −9  | 6   |
| IK Sävehof        | 10 | 1  | 1 | 8 | 227 | 293 | −66 | 3   |

|           | HCB   | GYŐ   | LAR   | MET   | SÄV   | VIB   |
| --------- | ----- | ----- | ----- | ----- | ----- | ----- |
| Baia Mare | –     | 18-26 | 23–24 | 23–24 | 34-24 | 32-22 |
| Győr      | 29-23 | –     | 25-26 | 31-27 | 35–23 | 22–20 |
| Larvik    | 31–26 | 21-19 | –     | 25–20 | 25-17 | 31-18 |
| Metz      | 34–24 | 20-27 | 25–26 | –     | 22-25 | 23-24 |
| Sävehof   | 26-28 | 21–38 | 20-25 | 21-23 | –     | 25–25 |
| Viborg    | 30-31 | 25–30 | 23-29 | 27-26 | 38–25 | –     |

## Fazele eliminatorii
Primele patru echipe clasate din fiecare grupă principală au avansat în fazele eliminatorii. În sferturile de finală, echipele au jucat două meciuri, unul pe teren propriu și unul în deplasare, pentru a stabili cele patru formații ce vor evolua în Final Four, acolo unde se va decide câștigătoarea competiției.

### Sferturile de finală
Meciurile s-au jucat pe 4–5 aprilie și 11–12 aprilie 2015.

#### Partidele
| Echipa #1     | Total | Echipa #2         | Tur   | Retur |
| ------------- | ----- | ----------------- | ----- | ----- |
| Viborg HK     | –     | ŽRK Budućnost     | 22-28 | 19-29 |
| Thüringer HC  | –     | Larvik HK         | 26-29 | 18-36 |
| HCM Baia Mare | –     | Dinamo-Sinara     | 25-23 | 25-30 |
| ŽRK Vardar    | –     | Győri Audi ETO KC | 24-18 | 27-27 |

### Formatul final cu patru echipe
Formatul final cu patru echipe va fi găzduit de Sala Sporturilor Papp László din Budapesta, Ungaria.

#### Echipele calificate
- ŽRK Budućnost Podgorica
- Larvik HK
- Dinamo-Sinara
- ŽRK Vardar

Tragerea la sorți a avut loc pe 14 aprilie 2015.
|  | Semifinalele  | Semifinalele  |    |               | Finala      | Finala |  |
|  |               |               |    |               |             |        |  |
|  | 9 mai         |               |    |               |             |        |  |
|  | Larvik HK     | 31            |    |               |             |        |  |
|  | Dinamo-Sinara | 22            |    |               |             |        |  |
|  |               |               |    |               |             |        |  |
|  |               |               |    |               | 10 mai      |        |  |
|  |               |               |    |               | Larvik HK   | 22     |  |
|  |               | ŽRK Budućnost | 26 |               |             |        |  |
|  |               |               |    |               |             |        |  |
|  |               |               |    |               |             |        |  |
|  |               |               |    |               | Finala mică |        |  |
|  | 9 mai         | 9 mai         |    | 10 mai        | 10 mai      |        |  |
|  | ŽRK Vardar    | 17            |    | Dinamo-Sinara | 26          |        |  |
|  | ŽRK Budućnost | 27            |    |               | ŽRK Vardar  | 28     |  |

## Echipa ideală
Pe data de 8 mai 2015, Federația Europeană de Handbal a publicat componența echipei ideale a Ligii Campionilor 2014-2015. Aceasta a fost stabilită în urma votului a peste 22.000 de persoane care au participat la un sondaj online organizat de EHF.

### All-Star Team
| Poziție                      | Nume                                | Echipă        | %     |
| ---------------------------- | ----------------------------------- | ------------- | ----- |
| Cea mai bună extremă stânga  | Siraba Dembélé (FRA)                | ŽRK Vardar    | 30,2% |
| Cel mai bun inter stânga     | Cristina Neagu (ROU)                | ŽRK Budućnost | 40,8% |
| Cel mai bun pivot            | Heidi Løke (NOR)                    | Győri ETO KC  | 57,9% |
| Cel mai bun centru           | Anikó Kovacsics (HUN)               | Győri ETO KC  | 28,2% |
| Cel mai bun inter dreapta    | Nora Mørk (NOR)                     | Larvik HK     | 30,9% |
| Cea mai bună extremă dreapta | Linn-Kristin Riegelhuth Koren (NOR) | Larvik HK     | 29,3% |
| Cel mai bun portar           | Sandra Toft (DEN)                   | Larvik HK     | 35,8% |

### Alte premii
| Poziție                         | Nume                 | Echipă        | %     |
| ------------------------------- | -------------------- | ------------- | ----- |
| Cea mai bună apărătoare         | Dorina Korsós (HUN)  | Győri ETO KC  | 23%   |
| Cea mai bună tânără handbalistă | Eliza Buceschi (ROU) | HCM Baia Mare | 24,9% |
| Cel mai bun antrenor            | Ambros Martín (ESP)  | Győri ETO KC  | 32,1% |

### Premiul Final Four
| Poziție                         | Nume                  | Echipă        |
| ------------------------------- | --------------------- | ------------- |
| Cea mai bună handbalistă (MVP): | Clara Woltering (GER) | ŽRK Budućnost |

## Clasamentul marcatoarelor
Actualizat pe 10 mai 2015
| Poz. | Nume                                | Echipă    | Goluri |
| ---- | ----------------------------------- | --------- | ------ |
| 1    | Cristina Neagu (ROU)                | Budućnost | 102    |
| 1    | Andrea Penezić (CRO)                | Vardar    | 102    |
| 3    | Nora Mørk (NOR)                     | Larvik    | 98     |
| 4    | Anna Kocetova (RUS)                 | Dinamo    | 94     |
| 5    | Karolina Kudłacz (POL)              | Leipzig   | 84     |
| 6    | Olga Akopian (RUS)                  | Dinamo    | 82     |
| 7    | Linn-Kristin Riegelhuth Koren (NOR) | Larvik    | 77     |
| 8    | Daria Dmitrieva (RUS)               | Dinamo    | 76     |
| 9    | Ida Odén (SWE)                      | Sävehof   | 74     |
| 10   | Ana Gros (SLO)                      | Metz      | 73     |
| 10   | Tamara Mavsar (SLO)                 | Krim      | 73     |